# Angela Denoke
Angela Denoke (* 27. listopadu 1961 ve Stade) je německá operní zpěvačka - sopranistka.

## Život
Studovala na Hamburské univerzitě hudby a dramatu (Hochschule für Musik und Theater Hamburg). Její první smlouva byla v Divadle Ulm (1992–1996), kde kromě jiných rolí zazpívala Fiordiligi v Così fan tutte, Donnu Annu v Donu Giovannim nebo Agathu v Čarostřelci. V září 1994 Angela Denoke zpívala na stejné scéně roli "Maršálky" v opeře Richarda Strausse Růžový kavalír v režii Petra Pikla a pod taktovkou Jamese Allena Gährese. Poté působila ve Stuttgartské opeře a účinkovala ve Vídeňské státní opeře, na Salcburském festivalu a v Metropolitní opeře v New Yorku.
Pravidelně zpívá na všech významných operních scénách světa v Berlíně, v Hamburku, v Drážďanech, v Londýně, v Paříži, v San Francisku a v Chicagu. V dubnu 1997 debutovala ve Vídeňské státní opeře jako Maršálka v Růžovém kavalírovi, stejnou roli zpívala při svém debutu v Metropolitní opeře v New Yorku v roce 2005. V červenci 1997 debutovala na festivalu v Salcburku jako Marie v Bergově opeře Vojcek. Toto představení produkoval Peter Stein a řídil Claudio Abbado. V roce 2006 zpívala titulní roli v opeře Richarda Strausse Salome v Bavorské státní opeře v režii Williama Friedkina a pod taktovkou Kenta Nagana. Za tuto roli obdržela ocenění Deutscher Theaterpreis Der Faust za nejlepší pěvecký výkon v hudebním divadle.
V opeře a na koncertech spolupracovala s dirigenty: Claudio Abbado, Daniel Barenboim, Sylvain Cambreling, Christoph Eschenbach, James Allen Gähres, Hartmut Haenchen, Zubin Mehta, Ingo Metzmachera, Kent Nagano, Seiji Ozawa, Michail Pletnev, Sir Simon Rattle, Donald Runnicles, Esa-Pekka Salonen, Giuseppe Sinopoli, Stefan Soltesz nebo Christian Thielemann.
V roce 2019 vystouopila na scéně Metropolitní opery v New Yorku jako Jolanta v Bartókově opeře Modrovousův hrad. Toto představení bylo přenášeno prostřednictvím Euroradia jako přímý přenos v Českém rozhlasu.

## Ocenění díla
- 1999 časopis Opernwelt jí udělil titul zpěvák roku.
- 2007 Deutscher Theaterpreis Der Faust za nejlepší pěvecký výkon v hudebním divadle - za roli Salome v Bavorské státní opeře[4]
- 2009 Jmenována rakouskou komorní pěvkyní (Kammersängerin)[5]